# Jean-Philippe Nilor
Jean-Philippe Nilor   (Fort-de-France, 15 de maig de 1965) és un polític martiniquès membre del Moviment Independentista Martiniquès.
És diputat per la quarta circumscripció de Martinica després de ser elegit el 2012 i reelegit el 2017, el 2022 i el 2024. També és assessor de l'Assemblea de Martinica des del 2015 i reelegit el 2021. El 3 de febrer 2019 va fundar el moviment polític, Péyi-A, l'objectiu del qual és «treure Martinica de la dependència». Copresideix aquest moviment amb l'alcalde de Le Prêcheur, Marcellin Nadeau.

## Trajectòria
Jean-Philippe Nilor és membre del comitè nacional i portaveu del Moviment Independentista Martiniquès. Del 1997 al 2012 va ser assistent parlamentari del diputat Alfred Marie-Jeanne.
Regidor a l'oposició de la comuna de Sainte-Luce de 2001 a 2004, Nilor va ser elegit el març 2004 al Consell Regional de Martinica i reelegit el 2010. Del 2004 al 2010 va ser vicepresident de la comissió de salut, acció social i habitatge i secretari de la comissió de desenvolupament econòmic i ocupació. Elegit l'any 2008 conseller general del cantó de Sainte-Luce, Nilor va ser el 12è vicepresident del consell general del 2008 al 2011 i president de la comissió de textos legislatius i normatius. El 13 desembre de 2015 va ser elegit conseller de l'Assemblea de Martinica, de la qual va esdevenir el tercer vicepresident del 2015 al 2017 al costat del president Claude Lise.
Com a diputat de l'Assemblea Nacional Francesa, del 2012 al 202, va formar part del grup de la Gauche démocrate et républicaine – NUPES. Va ser elegit per tercera vegada el 2022 com a membre de La França Insubmisa. El juny de 2024, arran de la dissolució de l'Assemblea Nacional, va ser candidat a la reelecció pel Nou Front Popular. Va guanyar a la primera volta amb el 63,61% dels vots per davant de Grégory Roy-Larentry de Reagrupament Nacional.